# 솔루엠
주식회사 솔루엠(영어: SOLUM)은 파워모듈 및 3IN1 보드 등을 제조하는 전자부품 사업과 ESL(Electronic Shelf Label) 등을 제조하는 ICT 사업을 하는 대한민국의 기업이다.

## 역사 및 현황
2015년 삼성전기 디지털모듈(DM) 사업부에서 분사 설립되어 파워모듈로 사업을 시작하고 ESL, 3in1보드 등 신규사업으로 사업영역을 다각화하였다.